# Drepanoistodontidae
Famille
Synonymes
- Drepanoistodontinae  Fåhræus & Nowlan, 1978

Les Drepanoistodontidae sont une famille éteinte de conodontes.

## Systématique
La famille des Drepanoistodontidae a été créée en 1978 par Lars E. Fåhraeus et Godfrey S. Nowlan (d) initialement comme une sous-famille des Distacodontidae sous le taxon Drepanoistodontinae.

## Liste de genres
Selon Paleobiology Database (26 juillet 2022) :
- †Drepanoistodus Lindstrom, 1971
- †Laurentoscandodus Landing et al., 1996
- †Nordiodus Serpagli, 1967
- †Paltodus Pander, 1856
- †Paroistodus Lindström, 1971
- †Venoistodus Löfgren, 2006

## Publication originale
- (en) Lars E. Fåhraeus et Godfrey S. Nowlan, « Franconian (Late Cambrian) to Early Champlainian (Middle Ordovician) conodonts from the Cow Head Group, western Newfoundland », Journal of Paleontology, Société de paléontologie, vol. 52, no 2,‎ 1er mars 1978, p. 444–471 (ISSN 0022-3360 et 1937-2337, JSTOR 1303716).